# 湯之谷温泉 (鹿児島県)
湯之谷温泉（ゆのたにおんせん）は、鹿児島県霧島市牧園町（旧国大隅国）の霧島温泉郷にある温泉。同名の温泉は愛媛県西条市にもある（湯之谷温泉 (愛媛県)）。また新潟県魚沼市には「湯之谷温泉郷」がある。同じ鹿児島県内の「湯之元温泉」は日置市の別の温泉である。

## 泉質
- 硫黄泉
  - 源泉温度45℃
- 炭酸硫黄泉
  - 源泉温度29℃

総湧出量毎分460L

## 温泉街
温泉のある場所は霧島国立公園内に位置する。湯之谷川の上流に「霧島山上ホテル」と「湯之谷山荘」の2軒存在する。湯之谷山荘は湯治部を有している。木でできた鄙びた浴場も有名。

## 歴史
1959年（昭和34年）5月4日、「霧島温泉」の一部として国民保養温泉地に指定。

## アクセス
- 車：九州自動車道溝辺鹿児島空港ICより約35分。
- 鉄道：日豊本線霧島神宮駅よりバスで約30分。